# 369 (szám)
A 369 (római számmal: CCCLXIX) egy természetes szám.

## A szám a matematikában
A tízes számrendszerbeli 369-es a kettes számrendszerben 101110001, a nyolcas számrendszerben 561, a tizenhatos számrendszerben 171 alakban írható fel.
A 369 páratlan szám, összetett szám, A 370-nel Ruth–Aaron-párt alkot. Kanonikus alakban a 32 · 411 szorzattal, normálalakban a 3,69 · 102 szorzattal írható fel. Hat osztója van a természetes számok halmazán, ezek növekvő sorrendben: 1, 3, 9, 41, 123 és 369.
Tizenkétszögszám.
A 369 négyzete 136 161, köbe 50 243 409, négyzetgyöke 19,20937, köbgyöke 7,17258, reciproka 0,0027100. A 369 egység sugarú kör kerülete 2318,49538 egység, területe 427 762,39731 területegység; a 369 egység sugarú gömb térfogata 210 459 099,5 térfogategység.